# Benjamin Butler
Benjamin Franklin Butler (5 tháng 11 năm 1818 - 11 tháng 1 năm 1893) là một thiếu tướng của Quân đội Liên minh, chính trị gia, chính khách, luật sư và doanh nhân nổi danh đến từ tiểu bang Massachusetts.